# Borogo
Borogo är en ort i Burkina Faso.   Den ligger i regionen Centre-Sud, i den centrala delen av landet, 50 km söder om huvudstaden Ouagadougou. Borogo ligger 324 meter över havet och antalet invånare är 482.
Terrängen runt Borogo är platt, och sluttar söderut. Närmaste större samhälle är Kombissiri, 17,7 km nordost om Borogo.
Trakten runt Borogo består till största delen av jordbruksmark. Runt Borogo är det ganska tätbefolkat, med 120 invånare per kvadratkilometer.